# Placetas
Placetas est une ville et une municipalité de Cuba dans la province de Villa Clara.

## Géographie

### Situation
La municipalité de Placetas est située vers le centre de l'île de Cuba, dans l'est de la province de Villa Clara, 
à 310 km sud-est de La Havane 
et 37 km est-sud-est de sa capitale de province Santa Clara — cette dernière incluse dans la municipalité.

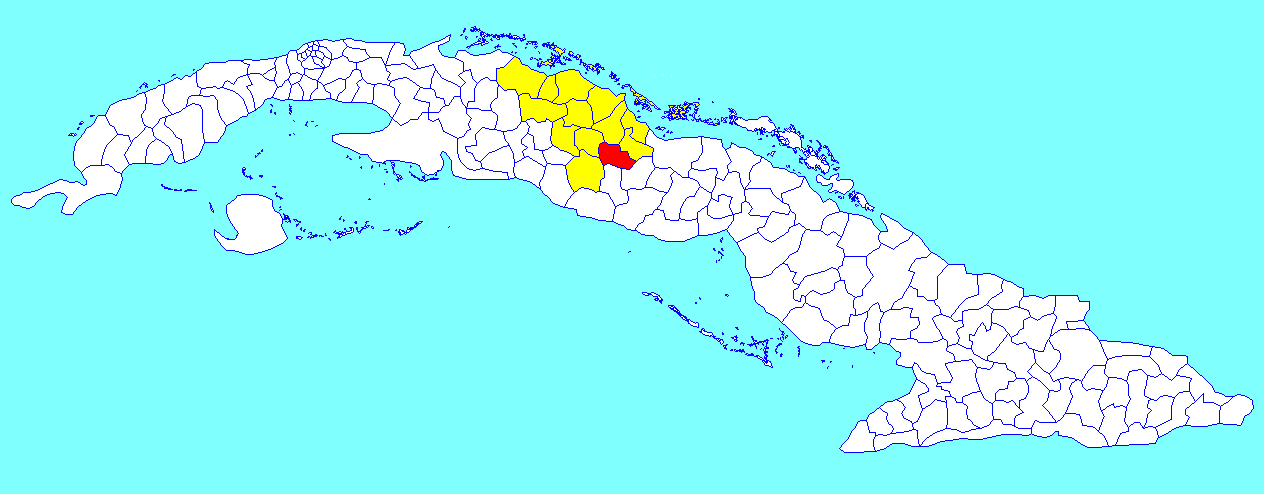
Municipalité de Placetas dans la province de Villa Clara

### Divisions administratives
La municipalité compte 15 consejos populares :
- Suazo
- Vigía - Copey
- Pujol - Los Chinos
- Plazoleta - Las Minas
- Frigorífico - Cumbre
- Báez
- Falcón
- Miller
- Juan Pedro Carbó Serviá
- Hermanos Ameijeiras
- Falero
- Nazareno
- Benito Juárez
- Manzanares
- Guaracabulla

## Population
En 2022, la population était estimée à 65 379 habitants ; pour une surface de 656,5 km2, la densité de population est de 99,59 habitants/km².

## Personnalités nées à Placetas
- Emilio Mola, général, né en 1887
- Aliecer Urrutia, athlète, né en 1974